# 成沢未来
成沢 未来（なるさわ みらい、1986年4月23日 - ）は、日本の歌人、エッセイスト。日本歌人クラブ会員、「白夜」短歌会同人。

## 経歴
長野県小布施町生まれ。先天性脊髄髄膜瘤で下肢が麻痺し、その後右手も不自由となる。合併症による水頭症を発症し13回の手術を受ける。
小中学校は入退院を繰り返したが、両親の影響で短歌に傾倒し中学時代から『白夜』の中島雅子に師事頭角を現す。中央歌壇級の大会に投稿を重ね、以下の賞を獲得する。
- 日本歌人クラブ主催「全日本短歌大会」 - 文部科学大臣賞（2）,日本歌人クラブ賞
- 文化デザインフォーラム「東京を詠む」 - 俵万智賞
- 「白夜」新人賞

17歳でエッセイ集『一等賞の旗 - 障害をみつめる十七歳』（里文出版）を、19歳で歌文集『沖縄哀歌』（里文出版）を出版。エッセイ集は詩人谷川俊太郎が序詩を、歌文集は写真家桜井恵武が表紙や文中の全ての写真を提供し、共に話題となった。
水のエッセイコンテスト「團伊玖磨賞」などエッセイでも高い評価を得る。長野県須坂東高等学校創立以来初の「校長特別表彰」、信毎文化事業財団から「信毎選賞」、日本アムウェイ社「One by One個人キッズ賞」、[日本ベンチャークラブ「ベンチャークラブ学生援護賞」次点、同「きらら賞」など受賞歴は100回に及ぶ。
独自の倫理観からキリスト教による平和貢献を目指し、特に母親の故郷沖縄に深い関心を寄せ、沖縄より発信する平和希求がライフワークとなった。2008年11月、故郷長野県で県内屈指の平和発信コーラスグループ「コーラス埴生」の創立50周年記念演奏会で、グループのテーマソング的『埴生の詩（うた）』を作詞（作曲近藤玲）した。

## 作品

### エッセイ
- 『一等賞の旗 - 障害をみつめる十七歳』 里文出版 2003年10月 ISBN 978-4898060469

### 歌集
- 『沖縄哀歌』 里文出版  2007年1月 ISBN 978-4898062647